# Olympic Khoa học Trái đất Quốc tế
Olympic Khoa học Trái Đất Quốc tế (tiếng Anh: The International Earth Science Olympiad, viết tắt: IESO) là một kỳ thi thường niên dành cho học sinh trung học. Đây là một trong 12 Olympic Khoa học Quốc tế. Kỳ thi này kiểm tra khả năng của thí sinh trong các môn như địa chất học, khí tượng học, khoa học môi trường, và thiên văn học địa cầu.
IESO đầu tiên được tổ chức vào tháng 10 năm 2007 ở Daegu, Hàn Quốc. Ở lần thi đầu tiên này, đội Đài Loan đã chiếm giải nhất với 3 Huy chương Vàng và 1 Huy chương Bạc, đội Hàn Quốc đứng thứ hai với 1 Huy chương Vàng và 3 Huy chương Bạc, đội Hoa Kỳ thứ ba với 2 Huy chương Bạc và 2 Huy chương Đồng.
Kỳ thi lần thứ hai năm 2008 được tổ chức ở Manila, Philippines, với chủ đề "Cooptition in Addressing Climate Change"  (từ "cooptition" là từ kết hợp từ competition (sự cạnh tranh) và cooperation (sự hợp tác)) tức là "Cạnh tranh và hợp tác trong việc định địa chỉ thay đổi khí hậu". Mục tiêu của nó là thúc đẩy giáo dục khoa học Trái Đất toàn cầu và hợp tác quốc tế trong việc giảm nhẹ tổn hại con người đối với môi trường.
IESO lần thứ ba tổ chức ở Đài Bắc, Đài Loan, vào tháng 9 năm 2009 với chủ đề "Human Environment" (Môi trường con người).

## Lịch sử
IESO được các nhà khoa học Trái Đất Hàn Quốc đề nghị trước tiên. Vào năm 2005, Hội Khoa học Trái Đất Hàn Quốc (tiếng Anh: Korean Earth Science Society, viết tắt: KESS) đã tổ chức Olympic Khoa học Trái Đất Hàn Quốc lần thứ nhất. Cuộc thi quốc tế đã được thông qua với tư cách là một trong các hoạt động chính của IGEO Tổ chức Giáo dục Khoa học Trái Đất Quốc tế (tiếng Anh: International Geoscience Education Organization) thời gian sau năm đó.
Vào tháng 11 năm 2004 ở Seoul, các đại diện từ 10 nước đã tập trung thảo luận chương trình hoạt động và định dạng của IESO. 23 trình diễn đã được tạo ra và Ủy ban Cố vấn IESO (tiếng Anh: IESO Advisory Committee) đã được thành lập với 11 thành viên bao gồm Chairperson Moo Young Song. Hội đồng Chương trình IESO (tiếng Anh: IESO Syllabus Commission) sau đó đã được triển khai vào năm 2005, và cuộc thi Quốc tế đầu tiên đã được tổ chức vào năm 2007.
IESO là Olympic Quốc tế duy nhất có Cuộc thi Đồng đội Quốc tế. Các Cuộc thi Đồng đội Quốc tế trước đây đã gộp việc phát triển các chuỗi địa tầng học, đánh giá dạng sống trên núi lửa Mt. Mayon, và đánh giá lũy trong khuyết (tiếng Anh: fault escarpment) của vụ động đất Chi-Chi.
Năm 2010 ở Indonesia, Cuộc thi Đồng đội Quốc tế tập trung vào sự bền vững.

## Cuộc thi
Cuộc thi Quốc tế gồm có phần thi lý thuyết và phần thi thực hành. Phần thi viết gồm một tập hợp các vấn đề khoa học Trái Đất mà thí sinh phải giải quyết trong thời gian không quá 6 giờ. Phần thi thực hành gồm các công việc thực nghiệm và công việc dã ngoại (tiếng Anh: field work), cũng phải được hoàn tất trong một giới hạn thời gian thích hợp. Ở các phần thi này, thí sinh được phép dùng máy tính không lập trình được. Những bài toán thách thức dạng viết được hoàn tất và phân cấp trên cơ sở cá nhân, trong khi đó phần thi thực hành liên quan đến làm việc nhóm.

## Các đội
Mỗi đội gồm có tối đa 4 học sinh dự thi, một thành viên dự bị, và một cố vấn. Cố vấn phải là chuyên gia về khoa học Trái Đất và/hoặc giáo dục khoa học Trái Đất và có khả năng phục vụ với tư cách thành viên Trọng tài Quốc tế (Ban giám khảo Quốc tế).
Ngôn ngữ chính thức của kỳ thi là tiếng Anh, và các cố vấn cũng phải dịch giúp cả đội từ tiếng bản địa. Học sinh đủ điều kiện để tham dự IESO nếu chiến thắng cuộc thi khoa học Trái Đất quốc gia ở nước họ.
Ở Hoa Kỳ, việc lựa chọn đội tuyển du đấu Olympic Khoa học Trái Đất được điều hành thông qua tổ chức Global Challenge Award vào năm 2007 và năm 2008. Lựa chọn thành viên đội liên quan đến việc đánh giá lý thuyết cũng như việc viết bài luận và tham gia một trại huấn luyện trực tuyến. Đội được lựa chọn dựa trên các kỹ năng về khoa học Trái Đất, khả năng giải quyết các vấn đề phức tạp, sự tương tác với các học sinh khác, và khả năng thảo luận ngoại giao về những vấn đề môi trường nhức nhối.

## Danh sách kì thi
- 1- 2007 –  Hàn Quốc
- 2- 2008 –  Philippines
- 3- 2009 –  Đài Loan
- 4- 2010 –  Indonesia
- 5- 2011 –  Italy
- 6- 2012 –  Argentina
- 7- 2013 –  Ấn Độ
- 8- 2014 –  Tây Ban Nha
- 9- 2015 –  Brazil
- 10- 2016 –  Nhật Bản
- 11- 2017 –  Pháp
- 12- 2018 –  Thái Lan
- 13- 2019 –  Hàn Quốc

Nguồn: http://www.ieso-info.org/ Lưu trữ ngày 15 tháng 1 năm 2021 tại Wayback Machine